# Heminothrus novaezealandicus
Heminothrus novaezealandicus är en kvalsterart som först beskrevs av J. och P. Balogh 2002.  Heminothrus novaezealandicus ingår i släktet Heminothrus och familjen Camisiidae. Inga underarter finns listade i Catalogue of Life.